# X-15 Flight 91
El X-15 Flight 91 va ser una missió de vol espacial tripulat americà en 1963, i el segon vol i final del programa per arribar al vol espacial suborbital, un vol per sobre dels 100 km en altitud, que va ser aconseguit prèviament durant el Flight 90 un mes abans. Va ser el vol més alt del programa X-15. Va ser el primer vol d'una nau espacial reutilitzada, ja que l'avió número tres va volar en l'anterior vol suborbital el 19 de juliol. Aquesta missió va ser pilotada per Joseph A. Walker el 22 d'agost de 1963, amb el llançament en aire gràcies a un Boeing B-52 Stratofortress modificat sobre el Smith Ranch Dry Lake, Nevada, Estats Units. Walker va pilotar el X-15 a una altitud de 107,96 km i va romandre en ingravidesa durant aproximadament cinc minuts. Aquesta altitud va ser la més alta en un vol tripulat per un avió espacial fins aleshores i va mantenir el rècord fins al vol de 1981 del Transbordador Espacial Columbia. Walker va aterrar el X-15 en 12 minuts després d'haver-se llançat, al Rogers Dry Lake, Edwards Airforce Base, a Califòrnia. Aquest va ser el vol final del X-15 per en Walker.

## Tripulació
El X-15 va ser pilotat per Joseph A. Walker en el seu segon vol.

## Paràmetres de la missió
- Massa: 15,195 kg alimentat; 6,577 kg cremat; 6,260 kg aterrat
- Altitud màxima: 107,96 km
- Abast: 543.4 km
- Temps d'ignició: 85,8 segons
- Mach: 5.58
- Vehicle de llançament: NB-52A Bomber #003